# Zygmunt Fokt
Zygmunt Fokt (ur. 3 maja 1907 w Pabianicach, zm. 28 sierpnia 1994 w Warszawie) – polski szermierz, działacz i sędzia sportowy, pułkownik Wojska Polskiego.

## Życiorys
Zygmunt Fokt wychowywał się w rodzinie robotniczej i od młodości interesował się sportem, uczestnicząc w zawodach lekkoatletycznych i bokserskich. W październiku 1928 rozpoczął zawodową służbę wojskową, zostając podoficerem. Od 1931 zaczął się interesować szermierką, wziął w dwuletnim kursie fechmistrzów pod kierunkiem Kazimierza Laskowskiego, uzyskując dyplom fechmistrza oraz instruktora wychowania fizycznego. Następnie do 1935 pracował w Centralnym Instytucie Wychowania Fizycznego, gdzie prowadził zajęcia związane z szermierką. W 1938 rozpoczął pracę wykładowcy na Akademii Wychowania Fizycznego w Warszawie.
We wrześniu 1939 podczas II wojny światowej został ranny odłamkami granatu. Podczas okupacji niemieckiej zaangażował się w działalność Służby Zwycięstwu Polski, Związku Walki Zbrojnej i Armii Krajowej. W 1945 rozpoczął pracę instruktora wychowania fizycznego w Związku Walki Młodych, organizując zespoły sportowe na terenie województwa łódzkiego. Następnie po powołaniu do wojska został wykładowcą wychowania fizycznego w Centralnej Oficerskiej Szkole Polityczno-Wychowawczej w Łodzi, gdzie zaangażował się we współpracę ze sportowcami: Otto Fińskim, Arkadym Brzezickim i Antonim Millerem, wraz z którymi w szkole oficerskiej stworzył sekcję szermierczą, którą poprowadził wraz z sekcją bokserską. Był również współorganizatorem Łódzkiego Okręgowego Związku Szermierczego oraz uczestniczył w reaktywacji Polskiego Związku Szermierczego w Katowicach. W latach 1945–1948 był zawodnikiem WKSu Łódź. W 1948 wyjechał na Igrzyska Olimpijskie w Londynie, lecz nie uczestniczył w zawodach w wyniku kontuzji. W latach 1948–1951 był zawodnikiem Legii Warszawa, następnie trenerem AZS Warszawa (1949–1951) i CWKS Legii Warszawa (1949–1980). Był członkiem zarządu Polskiego Związku Szermierczego oraz wiceprezesem ds. sportowych Legii Warszawa. Trenował m.in. Bohdana Andrzejewskiego i Janusza Różyckiego.
W 1967 został awansowany do stopnia pułkownika.

## Odznaczenia
- Brązowy Krzyż Zasługi (1939)[5]

## Sukcesy

### Indywidualnie
- (x1) Wicemistrz Polski: 1949 (szpada),
- (x2) Brązowy medalista: 1947, 1951[2].

### Drużynowo
- (x6) Wicemistrz Polski: 1948, 1949, 1950, 1950 (szpada), 1951, 1951 (szpada),
- (x1) Brązowy medalista: 1947[2].

### Kariera Trenerska
- Bohdan Andrzejewski – pierwszy indywidualny złoty medal mistrzostw świata w szpadzie na Mistrzostwach Świata w Hawanie (1969)[3]